# Anomalia
In fisica quantistica una anomalia o anomalia quantistica avviene quando una simmetria dell'azione di una teoria classica non rimane una simmetria di una qualsiasi regolarizzazione della teoria quantistica completa. In fisica classica, un'anomalia classica avviene quando la simmetria non si ripristina quando il parametro che determina la sua rottura tende a zero. Forse la prima anomalia nota è stata l'anomalia dissipativa nel regime turbolento: la reversibilità nel tempo rimane rotta (e il tasso di dissipazione di energia finito) al limite per la viscosità che si annulla.
Nella teoria quantistica, la prima anomalia scoperta è stata l'anomalia di anomalia di Adler-Bell-Jackiw, in cui la corrente vettoriale assiale è conservata come una simmetria classica dell'elettrodinamica, ma è rotta dalla teoria quantizzata. La relazione di questa anomalia con il teorema di Atiyah-Singer fu uno dei celebri risultati della teoria. Tecnicamente, una simmetria anomala in una teoria quantistica è una simmetria dell'azione, ma non della misura, e quindi non della funzione di partizione nel suo insieme.